# 0,999...

De herhalende decimaal gaat oneindig door.

In de wiskunde duidt 0,999... de herhalende decimaal aan die bestaat uit oneindig veel 9's na de komma (en een 0 ervoor). Deze herhalende decimaal vertegenwoordigt het kleinste getal van niet minder dan elk decimaal getal in de reeks (0,9, 0,99, 0,999, ...). Dit nummer is gelijk aan 1. Met andere woorden, "0,999..." en "1" vertegenwoordigen hetzelfde nummer. Er zijn veel manieren om deze gelijkheid te bewijzen, van intuïtieve argumenten tot wiskundig rigoureuze bewijzen. De gebruikte techniek is afhankelijk van de doelgroep, achtergrondaannames, historische context, en geprefereerde constructie van de reële getallen, het systeem waarin 0,999... algemeen wordt gedefinieerd. (In andere systemen kan 0,999... dezelfde betekenis hebben, een andere definitie hebben of ongedefinieerd zijn.)
Meer in het algemeen heeft elke decimale breuk die niet nul is, twee gelijke weergaven (bijvoorbeeld 8,32 en 8,31999...), wat een eigenschap is van alle basisrepresentaties. De utilitaire voorkeur voor de afsluitende decimale representatie draagt bij aan de misvatting dat dit de enige representatie is. Om deze en andere redenen - zoals rigoureuze bewijzen op basis van niet-elementaire technieken, eigenschappen of disciplines - kunnen sommige mensen de gelijkheid voldoende contra-intuïtief vinden om ze in twijfel te trekken of te verwerpen. Dit is het onderwerp geweest van verschillende studies in het wiskundeonderwijs.